# Chiclana de Segura
Chiclana de Segura – gmina w Hiszpanii, w prowincji Jaén, w Andaluzji, o powierzchni 235,99 km². W 2011 roku gmina liczyła 1147 mieszkańców.

## Współpraca
- Chiclana de la Frontera, Hiszpania
- Chiusa Sclafani, Włochy